# Músculo pronador redondo
O músculo pronador redondo é um músculo do corpo humano, localizado principalmente no antebraço. Realiza a pronação (virando a palma da mão para baixo) juntamente com a ação do músculo pronador quadrado.

## Embriogênese
Origina-se do mesênquima da camada somática do mesoderma lateral do embrião.

## Estrutura
O pronador redondo tem duas cabeças: uma umeral e uma ulnar.
A cabeça umeral, maior e mais superficial, origina-se no epicôndilo medial do úmero e no tendão flexor comum.
A cabeça ulnar é um fascículo fino, que origina-se no lado medial do processo coronóide da ulna, e funde-se com o precedente num ângulo agudo.
O nervo mediano penetra no antebraço na região entre as duas cabeças do músculo, e é separado da artéria ulnar pela cabeça ulnar.
O músculo passa obliquamente pelo antebraço, e termina num tendão chato, que está inserido numa face rugosa da parte média lateral do corpo do rádio, abaixo da inserção do músculo supinador.

## Aspectos clínicos
A "síndrome do pronador redondo" é uma causa comum de dor no pulso.

## Imagens Adicionais

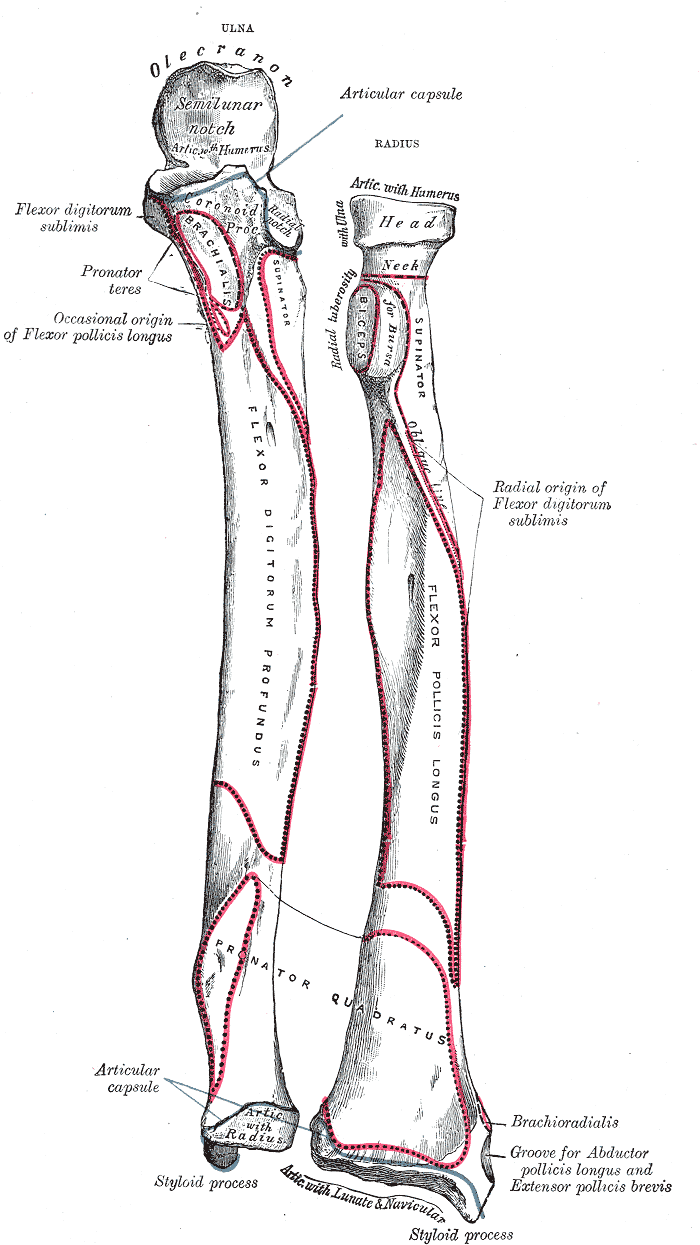
Ossos do antebraço esquerdo. Aspecto anterior.
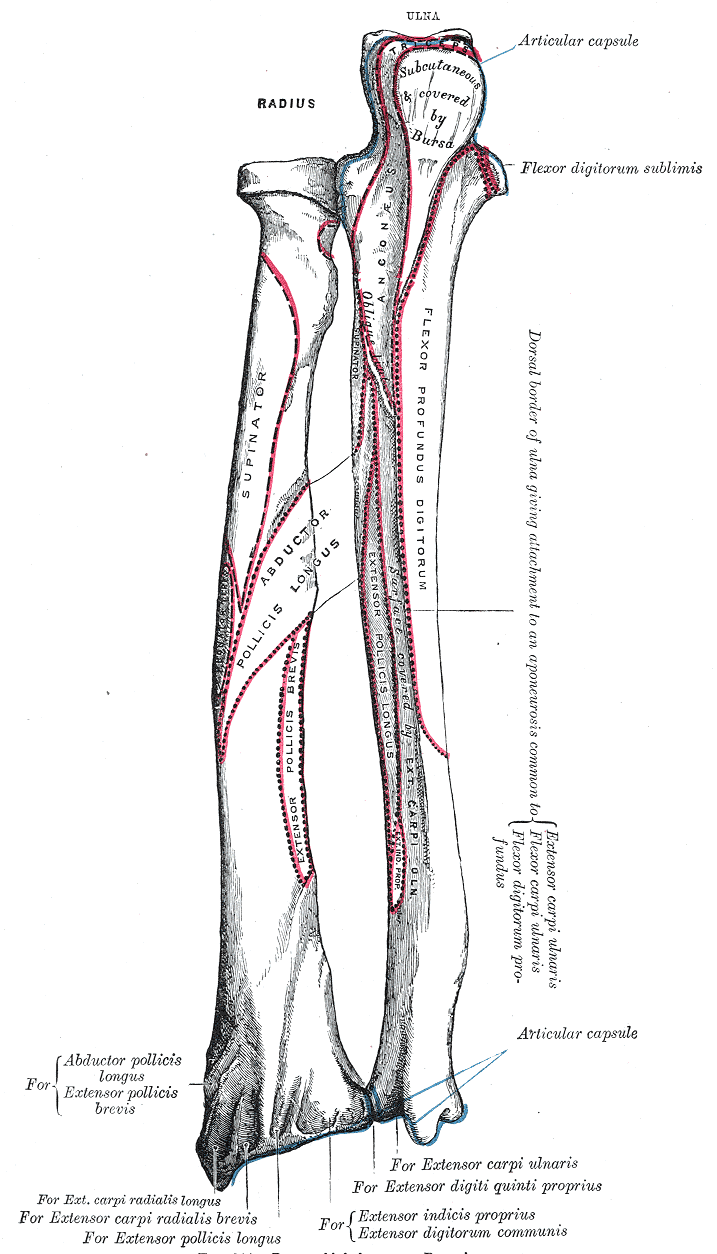
Ossos do antebraço esquerdo. Aspecto posterior.
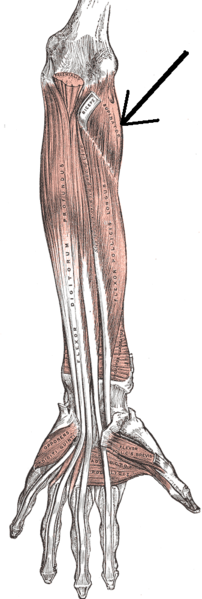
Visão frontal dos ossos do antebraço esquerdo. Músculos dorsais profundos.
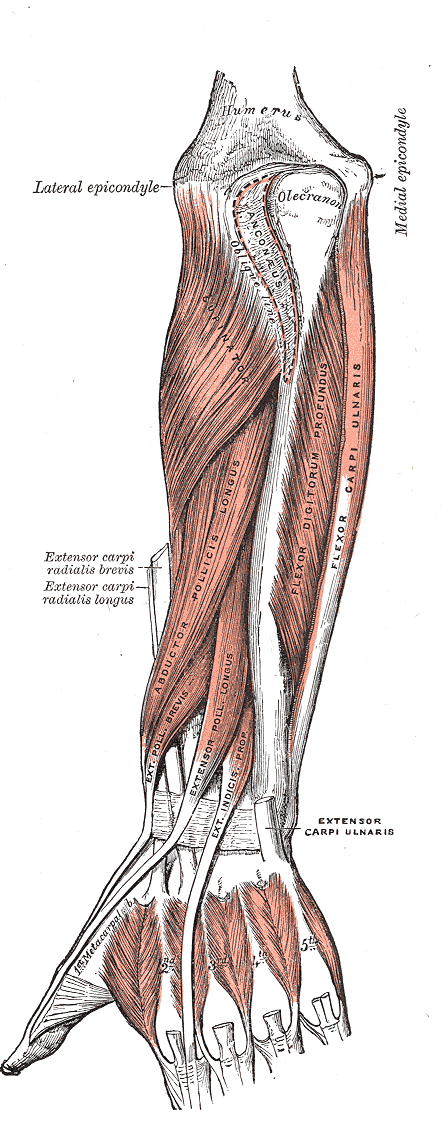
Visão posterior do antebraço. Músculos dorsais profundos.
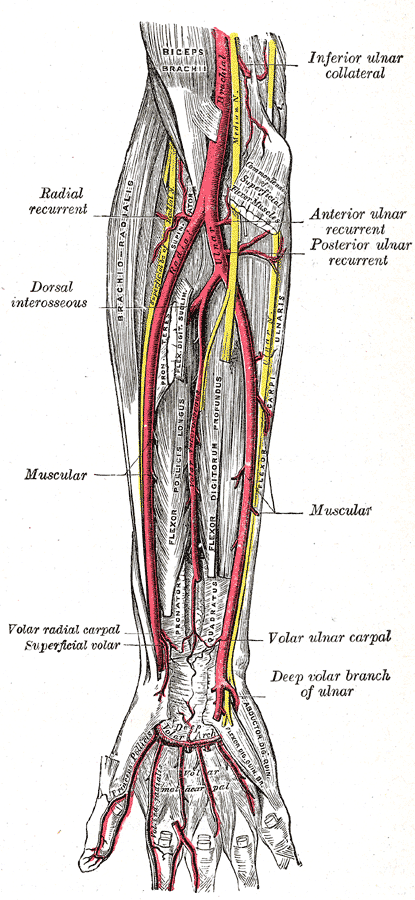
Artérias ulnar e radial. Visão profunda.
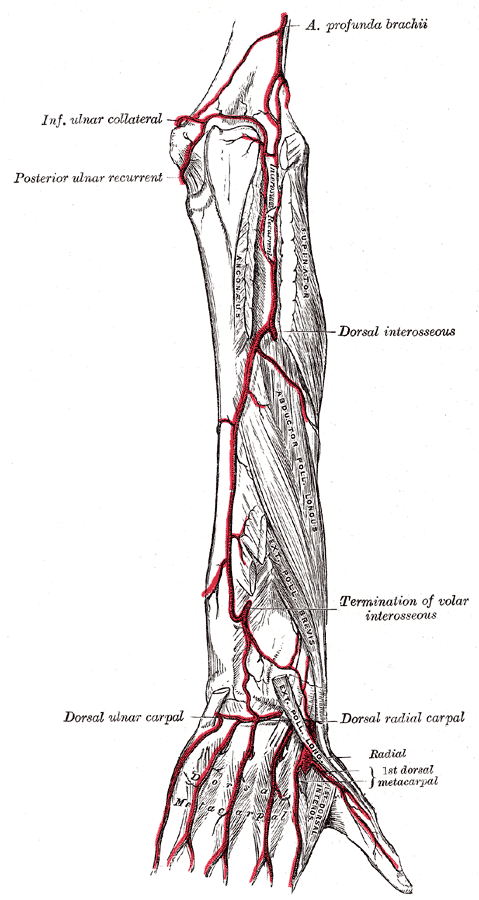
Artérias da parte posterior do antebraço e mão.